# Ghoncheh Ghavami
Ghoncheh Ghavami, (en persan : غنچه قوامی), née en 1989, est une diplômée en droit anglo-iranienne, détenue à Téhéran pour avoir manifesté contre l'interdiction faite aux femmes d'accéder à un match de volley-ball masculin. Son arrestation a soulevé des protestations en Iran et dans le monde. Les responsables iraniens nient le lien entre son arrestation et l'interdiction de mixité dans le public lors de match sportifs. Elle a été accusée de « propagande contre le régime ». Condamnée le 1er novembre 2014 à un an de prison, elle a été ensuite libérée sous caution, puis graciée. 

## Biographie
Ghoncheh Ghavami est née en 1989, d'une mère britannique et d'un père iranien, et a un frère aîné. Elle vit six ans dans le Shepherd's Bush à Londres jusqu'en 2014. Elle a la double nationalité britannique et iranienne. Elle étudie le droit et est diplômé de l'École des études orientales et africaines à l'université de Londres. À partir de 2014, elle travaille en Iran pour un organisme de bienfaisance en Iran, comme bénévole, se consacrant à la lutte contre l’illettrisme des enfants des rues,.
Le 20 juin 2014, elle est arrêtée avec seize autres Iraniennes lors d’une manifestation contre l’interdiction des femmes dans le public du match de volley-ball Iran-Italie, au Stade Azadi à Téhéran,. Il est en effet illégal pour les femmes de côtoyer dans le public des stades les spectateurs masculins. Cette loi aurait été introduite pour protéger les spectatrices de comportement éventuellement obscène des autres spectateurs. C'est contre cette loi que les manifestantes féminines protestent, sachant en plus, qu'elles portaient des foulards blancs alors que la loi exige le hijab de couleur foncée.
Ghoncheh Ghavami est relâchée au bout de quelques heures puis à nouveau arrêtée le 30 juin et incarcérée à la prison d'Evin. La première partie de sa détention est organisée en isolement total, avec des pressions pour qu'elle change d'avocat et qu'elle reconnaisse d’autres chefs d’accusation. Quelque 700 000 personnes signent une pétition pour sa libération sur le site Change.org. En septembre 2014, le Premier ministre britannique David Cameron évoque sa situation avec le président Rohani lors de leur rencontre en marge de l'Assemblée générale des Nations unies à New York, mais l'Iran ne reconnait pas sa double nationalité. 
Le 1er novembre 2014, elle est informée qu'elle est condamnée à un an de prison pour propagande contre le régime. À la suite de cette condamnation, des témoignages de soutien se multiplient en Iran et dans le monde. En France, la Fédération française de volley-ball et la Ligue nationale de volley, s'exprimant aussi au nom des clubs, manifestent leur solidarité. Puis la Fédération internationale de volley-ball retire à l'Iran l'organisation du Mondial U19 en 2015,.
Refusant cette détention, Ghoncheh Ghavami se met pour la deuxième fois en grève de la faim. Le 23 novembre 2014, en mesure d'apaisement, le régime iranien la place en liberté conditionnelle :  elle peut donc retrouver, affaiblie, ses parents à Téhéran,. Elle est définitivement graciée en 2015, et les femmes autorisées en Iran à assister à des matchs de volley masculins,.

### Film
- Hors jeu (Offside), film iranien de 2006 réalisé par Jafar Panahi, sur la condition de la femme en Iran et mettant déjà en exergue ces interdictions dans les stades.